# Longitarsus apicalis
Longitarsus apicalis är en skalbaggsart som först beskrevs av Beck 1817.  Longitarsus apicalis ingår i släktet Longitarsus, och familjen bladbaggar. Enligt den finländska rödlistan är arten sårbar i Finland. Enligt den svenska rödlistan är arten nära hotad i Sverige. Arten förekommer i Götaland, Gotland, Öland, Svealand, Nedre Norrland och Övre Norrland. Artens livsmiljö är fuktiga gräsmarker, dikesrenar.